# Koliha hudsonská
Koliha hudsonská (Numenius hudsonicus), též koliha severoamerická, je druh bahňáka z rodu koliha a početné čeledi slukovití (Scolopacidae).

## Taxonomie
Koliha hudsonská byla původně považována za konspecifickou ke kolize malé. Dle genetické i morfologické analýzy se však jedná o jasně oddělené druhy.
K roku 2021 se rozeznávají 2 poddruhy kolihy hudsonské:
- Numenius hudsonicus rufiventris – Vigors, 1829: rozšířený na Aljašce a v severní Kanadě
- Numenius hudsonicus hudsonicus – Latham, 1790: Hudsonův záliv a severovýchod Kanady